# Boršč
Boršč (z východoslovanského názvu pro bolševník) je druh polévky z červené řepy, tradiční jídlo ruské a ukrajinské kuchyně. Boršč se s expanzí Ruského impéria rozšířil i do Finska, na Kavkaz a severní části Persie. Polévky podobné boršči se vaří i v Polsku, Pobaltí a Bulharsku. Takzvaný borščový pás se táhne od Polska přes Halič, Rumunsko, Ukrajinu, Bělorusko až do Ruska k Volze a Donu. Moderní význam boršče, jako polévky z řepy se zelím, byl vypůjčen z ukrajinštiny v 19. století. O původ této polévky probíhal mezi Ukrajinou a Ruskem od roku 2019 ostrý spor, podle některých odborníků nicméně vznikla nejspíše na území Kyjevské Rusi.

## Složení
Základem boršče je vývar z kostí (nejlépe morkových) a masa (obvykle předního hovězího či vepřového) a směs osmažené zeleniny (červená řepa, někdy brambory, mrkev, zelí, cibule). Dříve se jako zelenina používala také nať bolševníku obecného, zvaného též česky „bršť“. Zelenina se krájí na nudličky, osmaží se na tuku a lehce se zahustí zásmažkou, následně se rozředí vývarem, doplní se vařené maso a polévka se dochutí octem a cukrem do příjemně navinulé chuti.

## Ukrajinský boršč
Ukrajinský boršč (ukrajinsky: борщ) klade důraz na sytě červenou barvu, řepa se proto připravuje samostatně a ještě před samotnou tepelnou úpravou se zastříkne octem či citrusovým džusem. Historicky se používala i kvašená řepa. Do zeleninové směsi se přidává petrželka, kopr a rajčatový protlak nebo i čerstvá rajčata, doporučeným tukem je vepřové sádlo, které by mělo přejmout barvu protlaku – na hotové polévce by měla plavat jantarově zbarvená mastná oka. Vyškvařené kostičky sádla se doplňují i do hotové polévky. Boršč je podáván vždy horký, se zvláštními česnekovými houskami, tzv. „pampušky“, zakysanou smetanou, čerstvě nasekanými bylinkami (kopr, petrželka, lahůdková cibulka) a škvarky. Bohatší ukrajinský boršč se doplňuje nakrájenou uzeninou jako uzený hovězí či vepřový jazyk, četné druhy klobás, uzený vepřový bok. 

### UNESCO
Ukrajinský boršč byl zapsán na seznam nehmotného kulturního dědictví UNESCO pod pojmem „Kultura vaření ukrajinského boršče“. Zapsání proběhlo v roce 2022 kvůli riziku, které ruská invaze představovala pro status polévky jako součásti ukrajinského kulturního dědictví. Nový status umožnil Ukrajině žádat o zvláštní fondy na financování projektů na podporu a ochranu tohoto pokrmu.

## Polský baršč
Polský baršč (polsky barszcz) z vařené červené řepy je tradiční produkt polské kuchyně, který je základem skupiny polévek téhož názvu a o něco méně rozšířeného nápoje.
Kousky červené řepy se nechají spolu s česnekem kysat 2–3 týdny ve vodě v kameninové nebo skleněné nádobě. Takto připravený baršč má lehce nakyslou chuť a mírně štípe. Může se pít studený i teplý nebo se z něho mohou připravovat polévky.
Čistý červený baršč s malými plněnými taštičkami, tzv. uszka (uška) bývá v některých, převážně východních regionech Polska jedním z tradičních chodů na štědrovečerním stole.

## Galerie

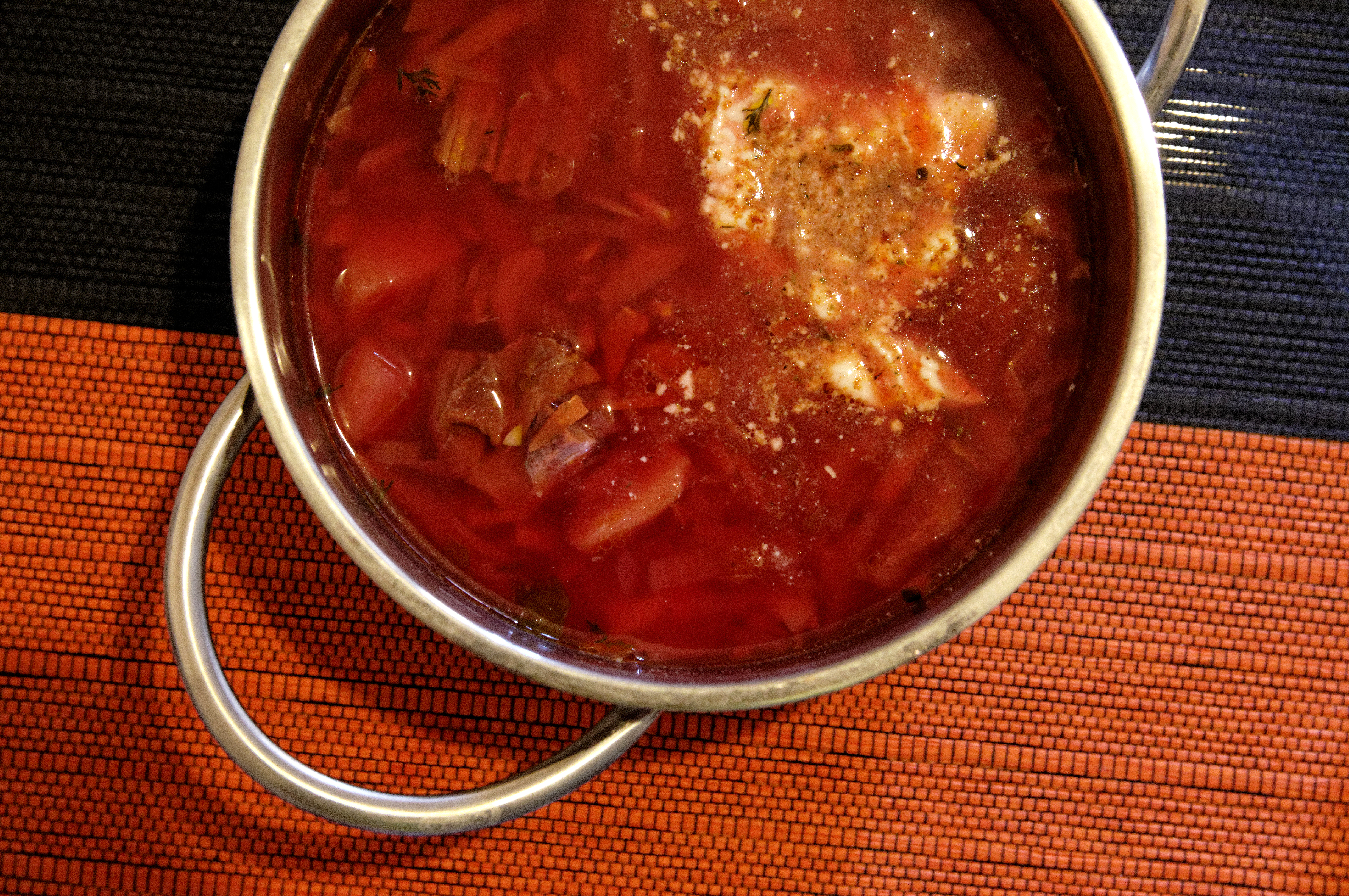
Mísa ruského boršče
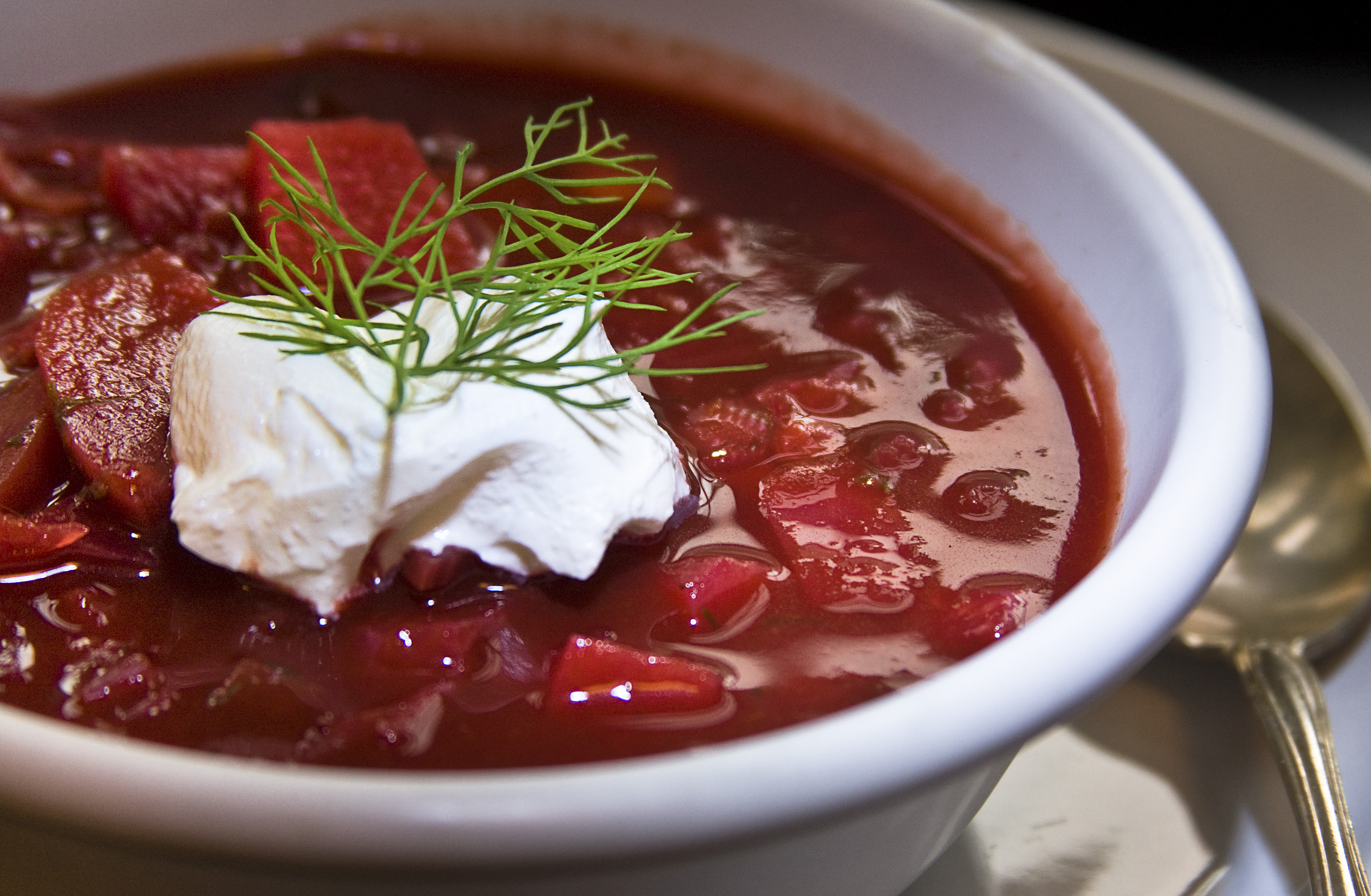
Boršč se smetanou
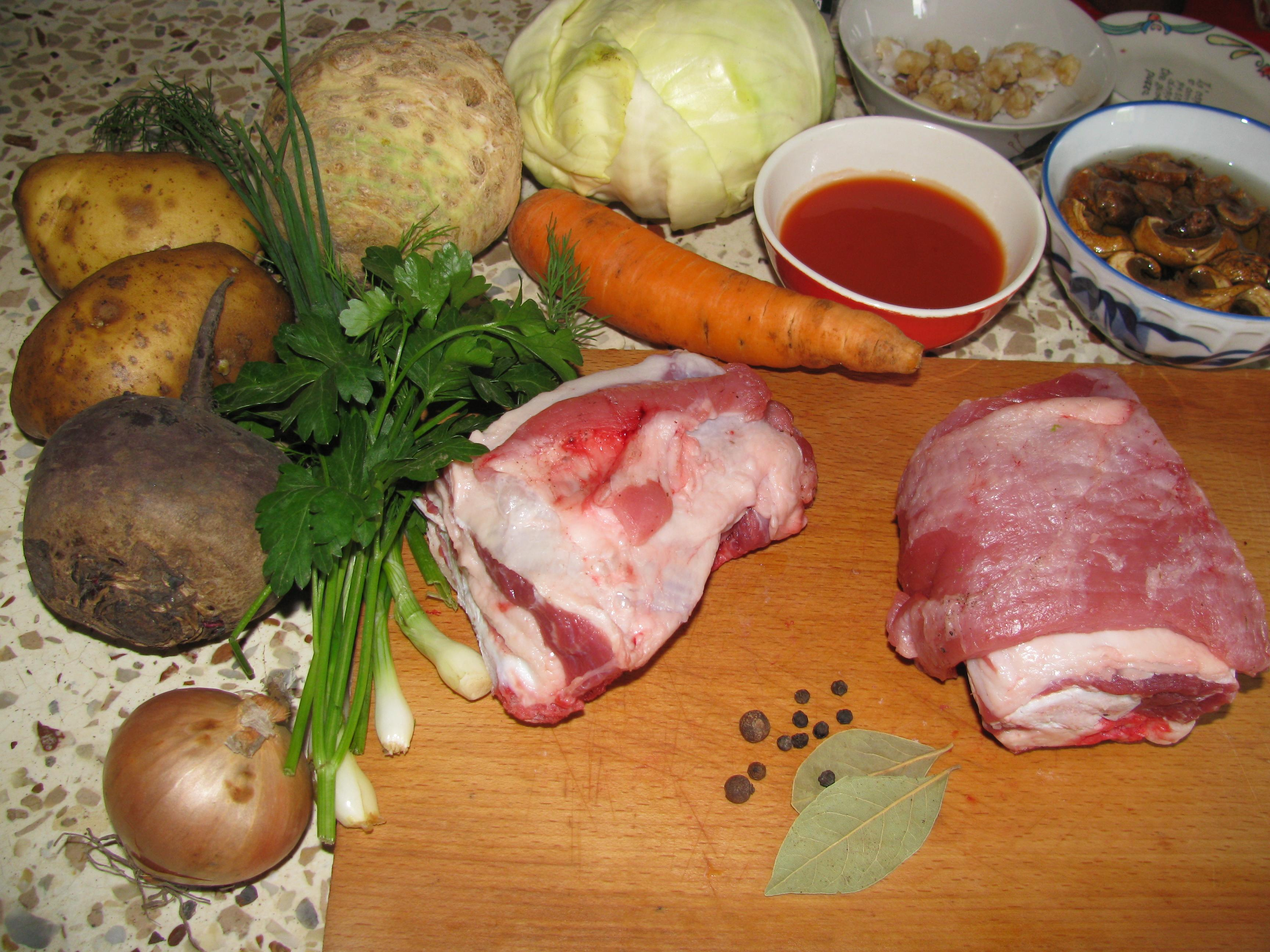
Ingredience na boršč mohou obsahovat maso hovězí, vepřové, sádlo, řepu, zelí, mrkev, celer, cibuli, brambory, houby, rajský protlak, petržel, pažitku, kopr, bobkový list, nové koření a černý pepř.
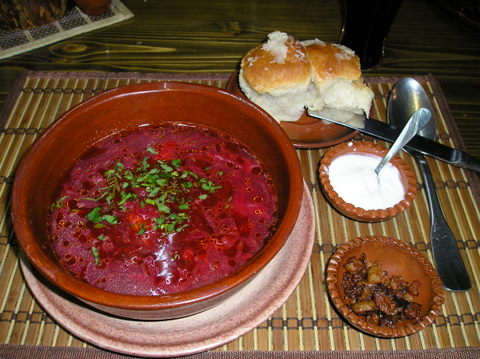
Ukrajinský boršč se zakysanou smetanou a škvarky
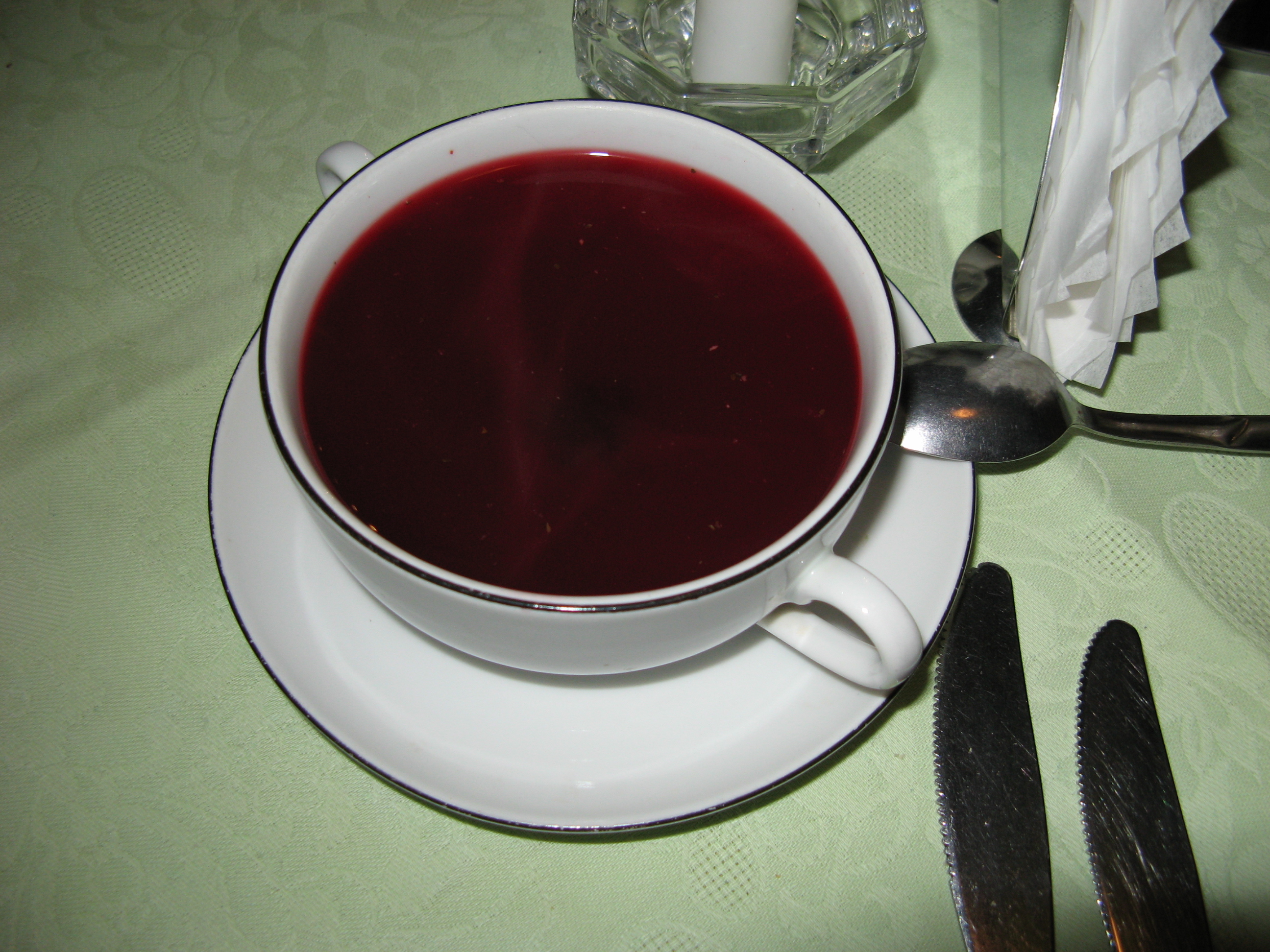
Polský baršč